# كين ديفور
كين ديفور (بالإنجليزية: Cain Devore)‏ مواليد 27 سبتمبر 1960 في كانساس سيتي، هو ممثل أمريكي.

## الأعمال

### مسلسلات
- سر المقنع
- متزوج ولدي أطفال
- أز ذا وورلد تيرنز
- حياة واحدة للعيش

## روابط خارجية
- كين ديفور على موقع IMDb (الإنجليزية)
- كين ديفور على موقع ديسكوغز (الإنجليزية)
- كين ديفور على موقع قاعدة بيانات الفيلم (الإنجليزية)